# Staffel (Fernsehproduktion)
Staffel ist ein Produktionsabschnitt von mehreren Folgen bei der Fernsehproduktion von Fernsehserien, sobald eine Produktionspause oder dramaturgische Zäsur erfolgt ist.

## Allgemeines
Der Begriff Staffel ist der Militärsprache entlehnt, wo es sich um „in bestimmten Abständen aufeinander folgende Einheiten eines größeren Verbandes“ handelt. Das Filmlexikon definiert die Staffel als „etappenmäßige Aufteilung“. Insbesondere in den USA wird die Staffel in Anlehnung an eine Theatersaison „season“ genannt. Im britischen Englisch ist der Ausdruck „series“ für Staffel gängig. Eine Staffel umfasst mehrere Folgen bzw. Episoden („episodes“), die jeweils einer Staffel untergeordnet werden. Der Duden definiert die Staffel als eine aus mehreren Folgen bestehende Produktionseinheit einer Fernsehserie.

## Aufteilung
Zu einer Staffel wird eine unterschiedlich große Anzahl von Folgen über den Zeitraum von einigen Wochen oder Monaten zusammengefasst, die durchnummeriert werden (beispielsweise „Staffel 1, Folgen 1 bis 23“). Sie kann einen oder mehrere Erzählstränge („arcs“) enthalten. Bei einer sich anschließenden neuen Staffel werden die Folgen erneut von vorne durchnummeriert („Staffel 2, Folgen 2.01 bis 2.14“). Staffeln können sich durch ausgetauschtes Personal, andere Kamera- und Schnitt-Techniken sowie veränderte Erzählweisen erheblich voneinander unterscheiden, ohne dass deswegen der Gesamtcharakter einer Serie aufgegeben werden muss. Die in einer Staffel zusammengefassten Folgen (Episoden) sind alle im gleichen Produktionszeitraum entstanden. Eine Produktionspause liegt formal zwischen dem Produktionsende einer Staffel und dem Produktionsbeginn für die nächste Staffel. 
In den USA ist die so genannte TV-Season derjenige Zeitraum, in dem neue Folgen einer neuen Staffel der meisten Serien im Fernsehen zu sehen sind. Diese TV-Season läuft jährlich von September bis Mai des Folgejahres. Über diesen Zeitraum verteilt werden die Folgen einer Staffel ausgestrahlt. 
Die TV-Season kann in zwei Abschnitte unterteilt werden: Die Zeit von September bis zur Weihnachtspause ist die erste Hälfte eines amerikanischen TV-Jahres, während die Zeit von Januar bis Mai die zweite Hälfte bildet. Zwischen beiden liegt die Midseason, wobei der Begriff gelegentlich auch für die zweite Hälfte der Season steht.
In Deutschland steht der Begriff Season meist synonym für Staffel.

## Produktionspausen
Produktionspausen können relativ kurz sein wie etwa bei der Sitcom How I Met Your Mother. Deren Dreharbeiten fanden zwischen Juli/August und Ende März statt, sodass die Herstellung der Ausstrahlung meist nur wenige Folgen voraus ist. Eine Serie hat bei normalem Verlauf üblicherweise 13 bis 22 Folgen pro Staffel, bei Streamingdiensten zehn. Bei gutem Erfolg wird pro TV-Saison in den USA eine weitere Staffel hergestellt. Serien, die für den täglichen Einsatz („stripping“) am selben Sendeplatz vorgesehen sind, bringen es auf 130 bis 250 Episoden pro TV-Saison. Reguläre Staffeln einer Sitcom bestehen aus 22 Folgen. Wird eine Sitcom im Programm abgesetzt, wird die letzte Staffel (bspw. bei Mike & Molly oder King of Queens) auf 13 Folgen gekürzt. Jede Serien-Staffel kann mit einer Cliffhanger-Folge enden: Diese wird als „Season Finale“ bezeichnet und zu Beginn der Folgestaffel aufgelöst.
Bei Die Straßen von San Francisco hingegen erstreckte sich die Pause über mehrere Monate. Die letzte der 26 Folgen der ersten Staffel wurde am 12. April 1973 ausgestrahlt, während die erste Folge der zweiten Staffel am 13. September 1973 auf die Bildschirme kam. Bei Dallas wurde die erste Staffel ab 2. April 1978 ausgestrahlt und bestand aus 5 Folgen, deren letzte am 30. April 1978 gesendet wurde. Die Originalserie bestand aus 14 Staffeln, wovon sich die letzte aus 22 Folgen zusammensetzte. Die letzte Staffel wurde zwischen dem 2. November 1990 und dem 3. Mai 1991 ausgestrahlt.

## Sonstiges
Ausnahmen dieses Zählsystems bilden in Deutschland die Seifenopern, bei denen die täglich ausgestrahlten („daily soap“) wie Gute Zeiten, schlechte Zeiten oder „weekly soaps“ wie Lindenstraße offiziell nicht in Staffeln aufgeteilt sind; vielmehr werden bei diesem Genre alle Folgen durchgezählt. An Staffeln können auch die Verträge mit Regisseuren und Schauspielern orientiert werden. Regisseure können für die gesamte Serie, aber auch pro Staffel bezahlt werden. Werden in Deutschland amerikanische Fernsehserien gezeigt, wird normalerweise eine komplette Staffel abgewartet, bevor sie synchronisiert und ausgestrahlt wird.